# Anja Möllenbeck
Anja Möllenbeck (ur. 18 marca 1972) – niemiecka lekkoatletka, która specjalizowała się w rzucie dyskiem.
Uczestniczka igrzysk olimpijskich w Atlancie (1996). Pierwszy sukces odniosła w 1990 roku zdobywając brązowy medal juniorskich mistrzostw świata. Rok później zdobyła dwa złote krążki - w rzucie dyskiem oraz pchnięciu kulą - podczas mistrzostw Europy juniorów. Trzykrotnie startowała w mistrzostwach świata. Rekord życiowy: 64,63 (31 maja 1998, Obersuhl). W 1996 roku poślubiła niemieckiego dyskobola Michaela Möllenbecka.

## Osiągnięcia
| Rok  | Impreza                     | Miejsce   | Lokata      | Uwaga          |
| ---- | --------------------------- | --------- | ----------- | -------------- |
| 1990 | Mistrzostwa świata juniorów | Płowdiw   | 3. miejsce  |                |
| 1991 | Mistrzostwa Europy juniorów | Saloniki  | 1. miejsce  |                |
| 1991 | Mistrzostwa Europy juniorów | Saloniki  | 1. miejsce  | pchnięcie kulą |
| 1993 | Mistrzostwa świata          | Stuttgart | 5. miejsce  |                |
| 1993 | Uniwersjada                 | Buffalo   | 3. miejsce  |                |
| 1995 | Uniwersjada                 | Fukuoka   | 2. miejsce  |                |
| 1996 | Igrzyska olimpijskie        | Atlanta   | 11. miejsce |                |
| 1999 | Mistrzostwa świata          | Sewilla   | 12. miejsce |                |
| 2000 | Finał Grand Prix IAAF       | Doha      | 8. miejsce  |                |
| 2001 | Mistrzostwa świata          | Edmonton  | 8. miejsce  |                |